# Eric Campbell Geddes
Sir Eric Campbell Geddes (Agra, 26 settembre 1875 – Hassocks, 22 giugno 1937) è stato un imprenditore e politico britannico, primo lord dell'ammiragliato durante la grande guerra.

## Biografia

### Primi anni
Nato il 26 settembre 1875 ad Agra (all'epoca parte dell'India britannica) ove il padre lavorava, Eric era il secondogenito dell'ingegnere civile edimburghese Auckland Campbell Geddes (1831-1908). Eric Campbell crebbe a Edimburgo insieme ai suoi fratelli Auckland Geddes, futuro I° Barone Geddes, e Mona Chalmers Watson, futura dirigente del Women's Army Auxiliary Corps durante la prima guerra mondiale. Disinteressato allo studio e con una grande passione per il rugby, il giovane Geddes frequentò prima l'Oxford Military College e successivamente la Merchiston Castle School, fino a quando il padre, notando lo scarso rendimento scolastico del figlio, non decise di scacciarlo via di casa. 

### Attività imprenditoriale
Trovandosi senza lavoro  e senza un posto in cui stare, Geddes si traferì e visse per 2 anni e mezzo negli Stati Uniti d'America, ove inizialmente lavorò come boscaiolo e operaio siderurgico. Successivamente, riuscì a trovare un impiego come capostazione nella città di Baltimora, arrivando ad occuparsi anche del tracciamento dei percorsi dei singoli convogli. Verso la fine del 1895, Geddes si trasferì in India, ove si impegnò nella costruzione di molte ferrovie leggere, per poi occuparsi degli scartamenti metrici. Ritornato nel Regno Unito a causa di una malattia contratta dalla moglie, venne assunto nel 1904 da una delle principali compagnie ferroviarie britanniche, la North Eastern Railway, di cui divenne vice direttore generale sette anni dopo l'assunzione. Tale lavoro, oltre a procurargli uno stipendio annuale molto redditizio, diede a Geddes la possibilità di entrare in contatto con diversi imprenditori e politici britannici, tra cui figurava anche il futuro primo ministro David Lloyd George.

### Carriera politica
Durante la prima guerra mondiale, Geddes fu chiamato dall'ormai primo ministro David Lloyd George a partecipare nel suo progetto politico-militare che avrebbe spinto enormemente l'industria bellica. Nel 1915, Geddes, dopo essersi licenziato dalla North Eastern Railway, fu infatti nominato da Lloyd George vice direttore generale della sovraintendenza sulla produzione delle munizioni. Durante tale periodo, egli si occupò anche della produzione di armi leggere e stabilì un programma per una produzione più economica e celere dei fucili e delle mitragliatrici leggere. Sotto la sua supervisione, la produzione e la capacità bellica inglese triplicò, dotando l'esercito britannico di molte più armi di quante ne avesse richiesto. Durante l'inverno del 1916, Geddes fu nominato sovraintendente della produzione dei proiettili, la quale, entro soltanto sei mesi, decuplicò, tant'è che il governo inglese fu anche in grado di donare una grande qualità di proiettili all'esercito francese. Successivamente, Lloyd George convinse il generale Douglas Haig, comandante della British Expeditionary Force, ad avere un colloquio privato insieme a Geddes e altri tre ingegneri sul tema del sistema dei trasporti bellici. Haig rimase così tanto impressionato dai suggerimenti che Geddes gli propose che fu quest'ultimo fu nominato dallo stesso generale direttore delle ferrovie militari. Durante tale incarico, Geddes riuscì a far funzionare in modo efficiente porti e ferrovie già esistenti, investendo anche nella costruzione di ferrovie leggere in Gran Bretagna e Francia.
Nel febbraio 1917, gli attacchi perpetrati dagli U-Boot tedeschi diventarono estremamente più numerosi, danneggiando l'economia britannica e costringendo Lloyd George a traferire Geddes presso l'ufficio dell'Ammiragliato, ove fu nominato viceammiraglio controllore. Durante tale periodo, Geddes dovette occuparsi della costruzione di navi per la flotta britannica, tuttavia le scarse e completamente inadeguate condizioni in cui l'Ammiragliato inglese versava lo costrinsero a scrivere personalmente al generale Haig, con cui aveva instaurato un rapporto d'amicizia, per avvisarlo della situazione. Quest'ultimo, denunciò pubblicamente la condizione scandente in cui la marina inglese versava e il 19 giugno 1917 l'ammiraglio John Jellicoe confermò davanti al parlamento quanto detto da Haig. Dopo pochi giorni, Haig e Geddes si incontrarono provatamente insieme a Lloyd George, consigliandogli di nominare un nuovo primo lord dell'ammiragliato.
Il 6 luglio 1917, Geddes, raccomandato dal generale Haig, fu nominato da Lloyd George primo lord dell'ammiragliato e venne eletto tramite una procedura straordinaria presso la Camera dei Comuni tra le file del partito conservatore e un mese dopo prestò giuramento davanti al Consiglio privato del Regno Unito. Di fronte alla nomina di Geddes, diversi giornali, tra cui il The Daily Telegraph, scrissero che quest'ultimo non aveva abbastanza esperienza in ambito navale per esercitare tale ruolo e che l'amministrazione Lloyd George avrebbe fatto meglio a cambiare il proprio primo lord dell'ammiragliato. Come primo provvedimento, Geddes si circondò di personalità esperte in ambito navale, tra le quali l'imprenditore irlandese William Pirrie e il fisico William Henry Bragg, il quale si occupò di implementare la tecnologia antisommergibile. Geddes, inoltre, collaborò anche con la marina francese per lo sviluppo del sonar, il quale fu tuttavia completato soltanto verso la fine del conflitto.
Nel gennaio 1919, Geddes si dimise dalla carica di primo lord dell'ammiragliato e fu nominato cavaliere dell'Ordine del Bagno. Poco tempo dopo, lo stesso Lloyd George propose a Geddes di diventare il nuovo Segretario di Stato per i trasporti, carica istituita dal parlamento proprio in quell'anno. Il 19 maggio 1919, Geddes fu ufficialmente nominato ministro dei trasporti, assumendo la direzione di tutte le ferrovie, strade e porti nazionali. Durante l'ottobre del 1921, scoppiarono in Inghilterra diversi scandali pubblici e Geddes, il quale era sostanzialmente disinteressato alla faziosità della politica, decise il 7 novembre di quell'anno di dimettersi.
Successivamente, nel 1924, fu nominato presidente della Imperial Airways, la prima compagnia britannica per il trasporto aereo a lunga distanza, mentre, dopo una lunga malattia, morì il 22 giugno 1937 a Hassocks.